# Эффект Бира — Аронова — Пикуса
Эффект Бира — Аронова — Пикуса — увеличение сечений взаимодействия при диффузионных процессах. Эффект объясняется тем, что, несмотря на высокую скорость частицы в каждый момент времени, из-за диффузионных процессов её среднее по времени положение движется значительно медленнее. К примеру, диффузионное облако электрона достаточно медленно проходит мимо дырки. Это значительно увеличивает сечение взаимодействия.
Является доминирующим механизмом спиновой релаксации электронов в напряжённых плёнках.
Соответствующий механизму гамильтониан:

{\displaystyle H=A\times S\times J\times \delta (r)}, где {\displaystyle A} пропорционален обменному интегралу между состояниями зоны проводимости и валентной зоны; {\displaystyle S} — спиновый оператор электронов; {\displaystyle J} — оператор углового момента дырок; {\displaystyle r} — относительное расстояние электрон-дырка.